# Берніна (масив)
Берніна (нім. Berninagruppe) — гірський масив в східній Швейцарії та північній Італії між верхів'ями річок Інн і Адда, частина Центральних Східних Альп. Геологічно масив, як і всі Східні Альпи, складається з гнейсів і сланців.

## Вершини
Найвищі точки — Пік Берніна (4049 м), Пунта-Перруккетті (Ла Спедла, 4020 м), Піццо-Дзупо (3996 м), Алв або Піццо-Б'янко (3995 м). Більшість піків розташовані на кордоні Італії та Швейцарії. Берніна є найвищою точкою кантону Граубюнден, а Пунта-Перруккетті (Ла Спедла) — Ломбардії.